# 伊予市
伊予市（いよし）は、愛媛県の中予地方に位置する市。中予地方の最西に位置する。
複数の削り節工場が立地し、国内に出荷される6割のシェアを占めている。また、五色浜をはじめとした海水浴場、予讃線や夕やけこやけラインから見える伊予灘を観光資源としている。

## 地理

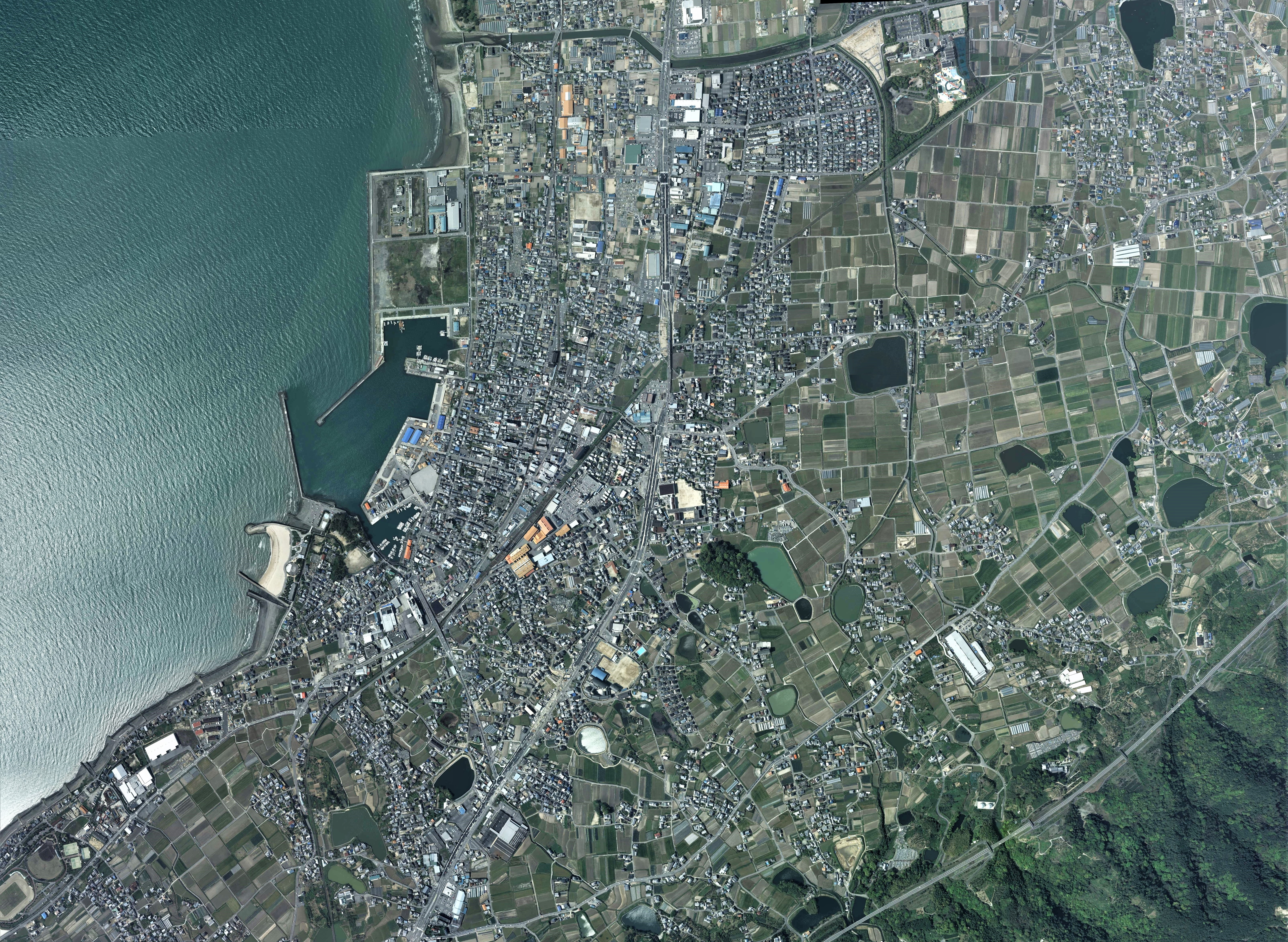
伊予市中心部周辺の空中写真。
2010年4月29日撮影の9枚を合成作成。。

- 山：谷上山（標高456m）、障子山、明神山、秦皇山（標高873m）
- 河川：大谷川、中山川（肱川の支流の1つ）、森川
- 湖沼：大谷池、大池

### 人口
| |                                        |  |
| 伊予市と全国の年齢別人口分布（2005年） | 伊予市の年齢・男女別人口分布（2005年） |  |
| ■紫色 ― 伊予市 ■緑色 ― 日本全国 | ■青色 ― 男性 ■赤色 ― 女性              |  |
| 伊予市（に相当する地域）の人口の推移 \| 1970年（昭和45年） \| 42,612人 \| \| \| 1975年（昭和50年） \| 41,537人 \| \| \| 1980年（昭和55年） \| 42,842人 \| \| \| 1985年（昭和60年） \| 42,306人 \| \| \| 1990年（平成2年） \| 41,516人 \| \| \| 1995年（平成7年） \| 41,064人 \| \| \| 2000年（平成12年） \| 40,505人 \| \| \| 2005年（平成17年） \| 39,493人 \| \| \| 2010年（平成22年） \| 38,017人 \| \| \| 2015年（平成27年） \| 36,827人 \| \| \| 2020年（令和2年） \| 35,133人 \| \| |                                        |  |
| 総務省統計局 国勢調査より |                                        |  |
| 1970年（昭和45年） | 42,612人                               |  |
| 1975年（昭和50年） | 41,537人                               |  |
| 1980年（昭和55年） | 42,842人                               |  |
| 1985年（昭和60年） | 42,306人                               |  |
| 1990年（平成2年） | 41,516人                               |  |
| 1995年（平成7年） | 41,064人                               |  |
| 2000年（平成12年） | 40,505人                               |  |
| 2005年（平成17年） | 39,493人                               |  |
| 2010年（平成22年） | 38,017人                               |  |
| 2015年（平成27年） | 36,827人                               |  |
| 2020年（令和2年） | 35,133人                               |  |

### 隣接している自治体
- 大洲市、喜多郡内子町、伊予郡松前町、伊予郡砥部町

## 歴史
弥生土器が出土していることから、弥生時代には人が住み着き生活していたと考えられる。6世紀頃に農業が営まれ、伊予岡古墳などが築造されたと推定される。

### 近世以前
- 1634年（寛永10年）- 大洲藩領となる。
- 1635年（寛永11年）- 松山藩領に編入された風早郡・桑村郡の御替地として伊予郡、浮穴郡を大洲藩領に編入。

大洲藩主・加藤氏の願いにより、松山藩の伊豫・浮穴郡の37か村と、大洲藩領地の桑村、風早郡の57か村が対象となった。このため郡中地方は御替地と呼ばれるようになった。
- 1635年（寛永11年）- この頃、郡中の灘町で商人が事業を営み始める。
- 1636年（寛永12年）- 宮内九右衛門、清兵衛兄弟、御替地へ入殖。旧郡中を中心とする地域の開発に着手する。
- 1812年（文化8年）- 岡文四郎により郡中港が開港する。
- 1817年（文化13年）- 大洲藩の布達により御替地から郡中に改称。

喜多地方（後の喜多郡）が郡内と呼ばれていたのにならって「郡中」としたものであろうといわれる。

### 近代以降
- 1871年（明治4年）7月14日 - 廃藩置県によって大洲県・新谷県の所属となる。
- 1871年（明治4年）11月15日 - 宇和島県の所属となる。
- 1872年（明治5年）- 宇和島県が神山県と改称。
- 1873年（明治6年）2月20日 - 愛媛県の所属となる。
- 1878年（明治11年） 役所ができ、各村に戸長役場をおく。
- 1896年（明治29年）7月4日 - 南予鉄道（現・伊予鉄道郡中線）が開業。
- 1929年（昭和4年）- 各地にバスが通じる。
- 1930年（昭和5年）2月27日 - 国鉄予讃線が郡中へ延伸、南郡中駅（現・伊予市駅）が設置される。
- 1939年（昭和14年）5月10日 - 伊予鉄道郡中線が郡中港駅へ延びる。
- 1945年（昭和20年）- 大谷池が完成。
- 1950年（昭和25年）5月10日 - 伊予鉄道郡中線が電化。
- 1957年（昭和32年）- 市庁舎落成。
- 1961年（昭和36年）- 集団赤痢発生。10月30日から11月21日までに患者、保菌者の数は3918人に達した[1]。
- 1973年（昭和48年）- タケチ工業ゴム工場立地。
- 1981年（昭和56年）- 愛媛厚生年金休暇センター（現・ウェルピア伊予）開業。
- 1986年（昭和61年）3月3日 - 予讃本線向井原 - 内子間が開業。
- 1991年（平成3年） - 台風19号の被害多数。
- 1993年（平成5年） - 全国豊かな海づくり大会開催（愛媛県中予水産試験場ほか）
- 1994年（平成6年） - 異常渇水により113日間給水制限。
- 1995年（平成7年）7月7日 - 伊予港と大分港を結ぶ高速船スピーダーが就航。
- 2017年（平成29年）5月8日 - 市役所本庁舎が移転。

### 行政区域の変遷
- 1955年（昭和30年）1月1日 - 伊予郡郡中町・北山崎村・南伊予村・南山崎村が新設合併し、伊予市が発足。
- 1958年（昭和33年） - 伊予郡中山町の一部（平岡地区の一部）を編入。
- 2005年（平成17年）4月1日 - 伊予郡中山町・双海町と新設合併し、改めて伊予市が発足。

## 行政

### 市長
歴代市長（旧・伊予市）
- 初代 - 城戸豊吉（1955年〜 1期）
- 第2代 - 玉本善三郎（1959年〜 4期）
- 第3代 - 岡本要（1975年〜 5期）
- 第4代 - 増野英作（ますのえいさく、1995年〜 1期）
- 第5代 - 中村佑（1999年〜2005年3月31日、2期）

歴代市長（新・伊予市）
- 市長職務執行者 - 市田勝久（元中山町長）
- 初代 - 中村佑（なかむら たすく、2005年4月24日〜2013年4月23日 2期、旧・伊予市長としても2期）
- 第2代 - 武智邦典（たけち くにのり、2013年4月24日〜現職 3期目）

### 庁舎
本庁舎は2017年5月8日に旧庁舎隣接地に完成した新庁舎に移転した。それまでの旧庁舎は旧市時代の1957年に落成しており、移転直前の時点では県内各地方自治体の市役所・町役場の中で最も古い庁舎となっていた。

### 平成の市町村合併の経緯
- 4市町の枠組みでの協議 [2]

伊予市とその周辺の伊予郡3町（松前町 (愛媛県) ・中山町・双海町）は国や愛媛県が推進する市町村合併の問題に直面した。
伊予市は、中心部が「郡中」というその名のとおり旧来から郡の中心ではあり、伊予市・伊予郡地域の中心という意識が強く、また人口もわずかに伊予市が上回っていたものの、北に隣接する伊予郡松前町も人口3万人前後と伊予市と拮抗していた。
2003年（平成15年）7月 松前町を含む4市町による法定の合併協議会をに設置したものの、合併の目的・ねらいとして、松前町が行政の効率化を前面に押し立てていたのに対して、伊予市としては背後に山村の伊予郡中山町と漁村の同郡双海町を擁していたことから過疎化・高齢化の進むなか急激な行政機構のスリム化・行政改革による住民生活への影響を回避したい2町側の意向も汲取る必要があった。
- 3市町の枠組み以降（事実上の松前町の離脱以降）

意見の溝は埋めがたく、結局、同年12月伊予市が同協議会を離脱。中山町も追随し、4市町での枠組みは消滅。事実上松前町が離脱した形になった。
2004年（平成16年）1月伊予市・中山町・双海町の3市町による任意の合併協議会を発足、同年4月法定の協議会に移行、伊予市長の中村佑が会長、中山町長の市田勝久と双海町長の上田稔が副会長に就き、協議を進め、10月合併協定書に調印。
2005年（平成17年4月）に「新設合併」にて人口4万人の新伊予市が発足した。

## 経済

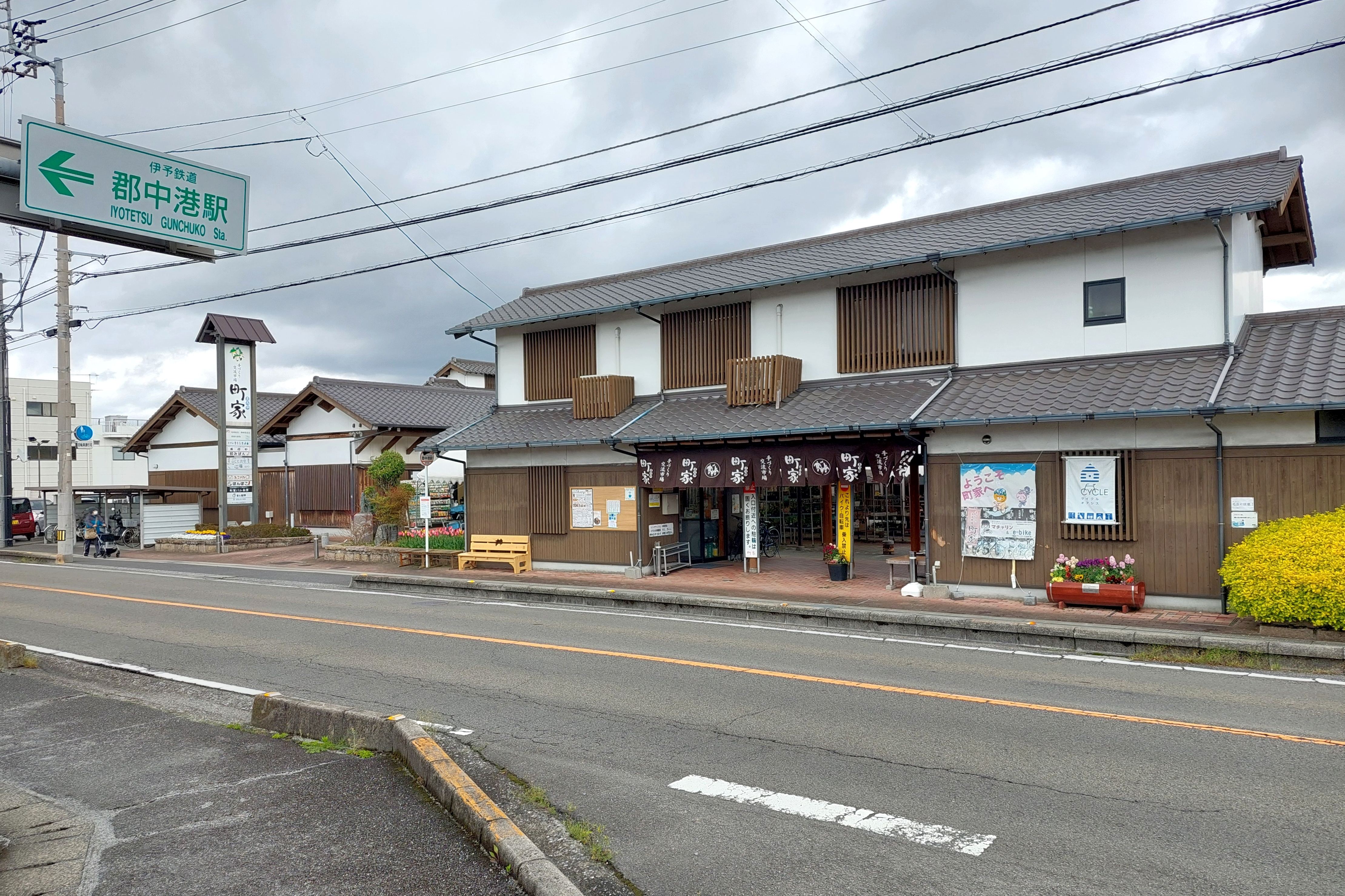
手づくり交流市場 町家

かつては郡中港や郡中三町（灘町、湊町、三島町）を中心とした中継交易地として発展した。
郊外では鳥ノ木団地等、松前町同様に松山市のベッドタウン化が進んでいるが、郡中駅を中心とする旧市街地は高齢化による空洞化現象が進行中である。
伊予市では木村邸、宮内邸など市内各所に残る旧家や豪商（もしくは庄屋）宅を町家（一般概念で定義される京町屋ではないが、同市教や観光事業では町屋と定義付ている）として県内に対する観光誘致にも積極的である。伊予市駅前には地域振興のため、商家を模した手づくり交流市場 町家と称する商業コミュニティが存在する。
- 産業人口：約7000人（旧伊予市のデータ）

### 農林水産業
農業 米、麦、野菜、花き、栗、梅、養鶏、養豚など
漁業 沿岸漁業中心で零細規模のものが多い。

### 製造業
製造品出荷額等は705億円（2017年現在）であり、上位を食料品と紙･パルプが占めている。
食料品では水産加工食品（削り節、調味料、チルド加工食品、煮干など）が盛んであり、削り節ではヤマキやマルトモといった有力企業の本社･工場も立地している。紙･パルプでは、森紙業の地域子会社である四国森紙業の工場が立地している。この他、市内には金属加工やプラスチックメーカーなどの工場が立地している。

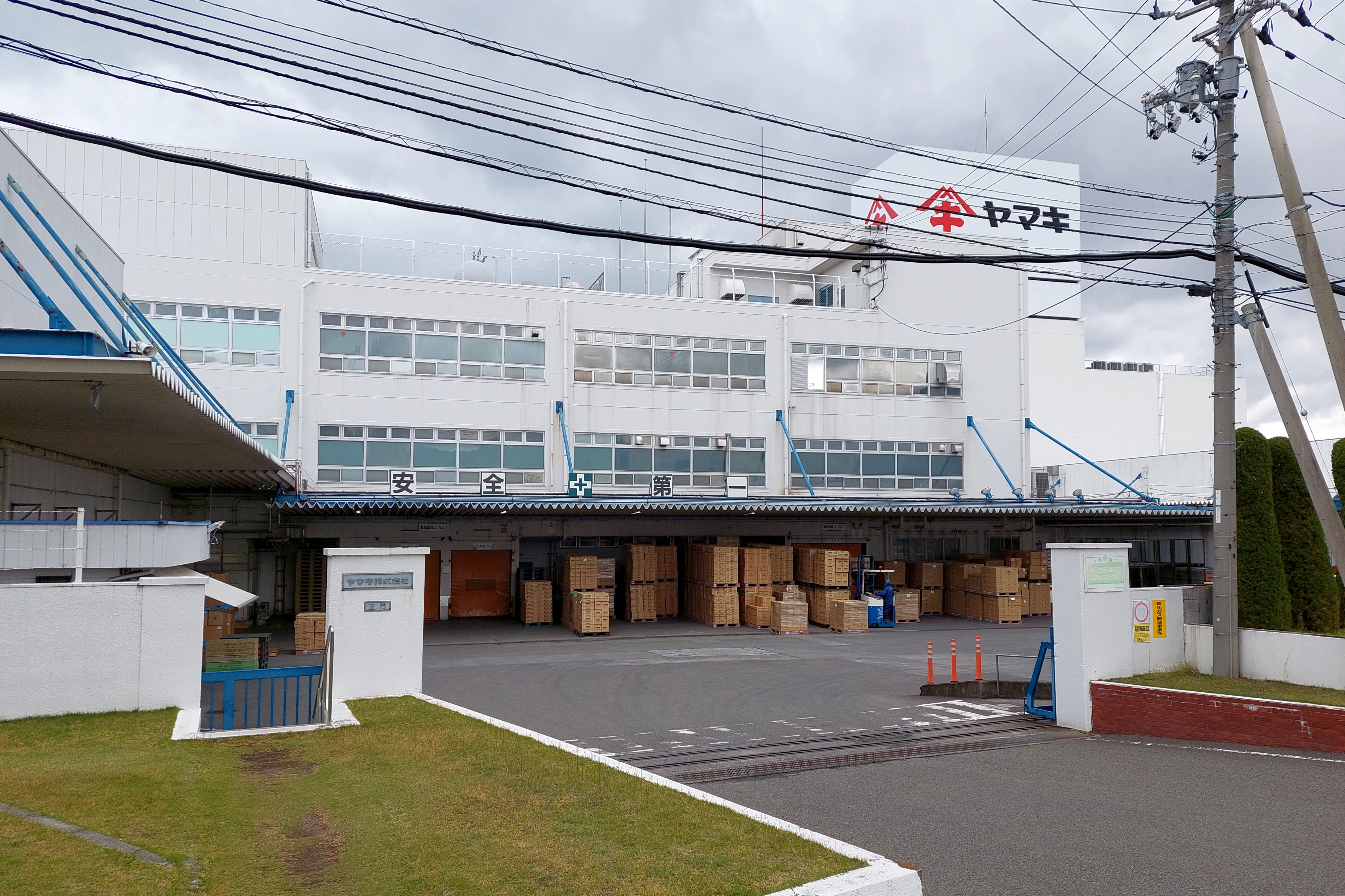
ヤマキ本社工場
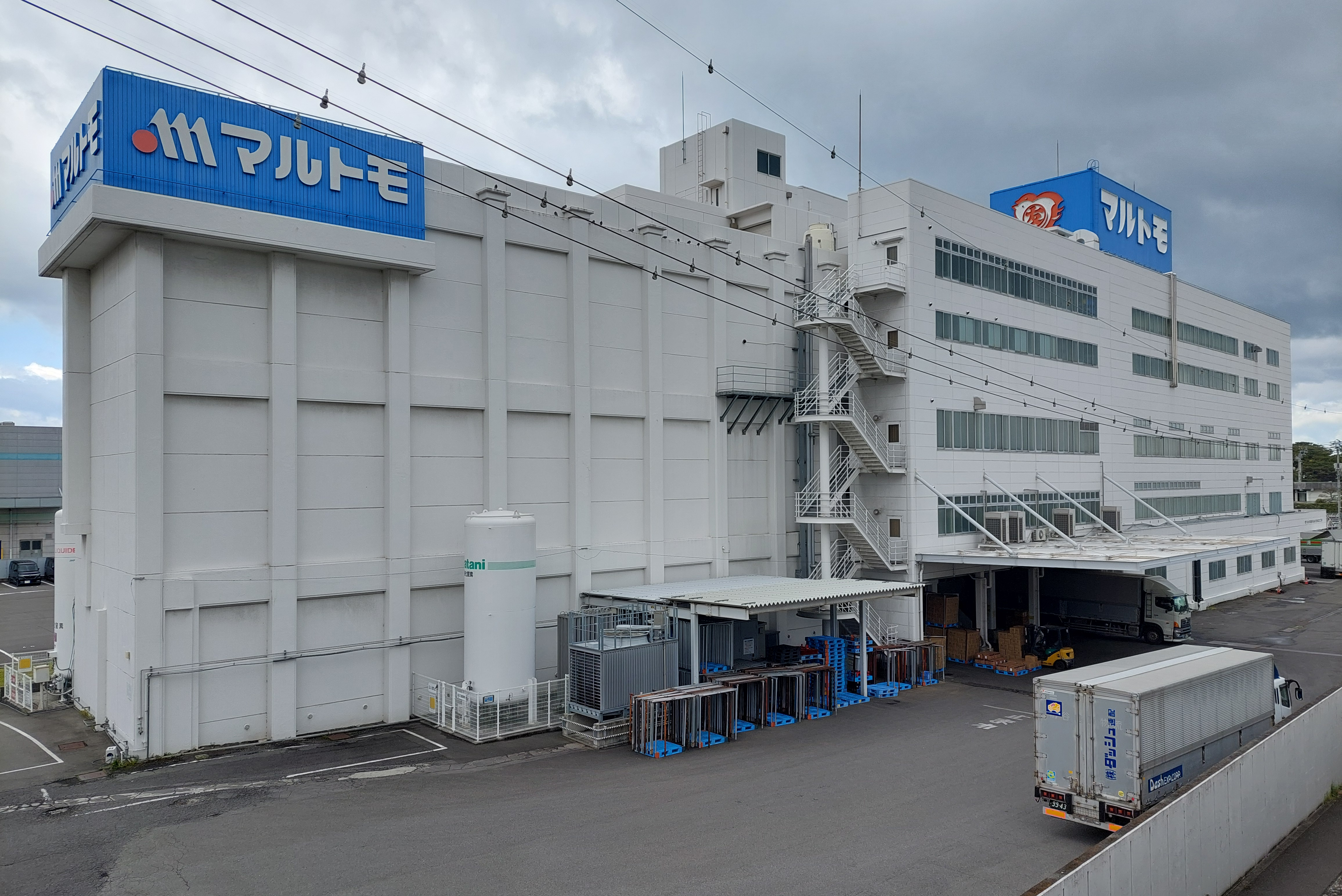
マルトモ本社工場

### 小売業

#### 小売店
郡中駅を核とする旧市街地には商店街が形成されているほか、市庁舎近くにチェーンストア、郊外型飲食チェーンが展開されている。また、国道56号沿道の伊予警察署近辺はロードサイド型の小売店舗や飲食店、サービス業店、遊技場等が立地している。
- フジ伊予店
- マルナカ伊予店
- マルヨシセンター伊予店
- ダイキ伊予店
- アイソウ
- ザ・ダイソー伊予店

### 本社を置く主要企業
- 山陽物産
- ヤマキ（味の素グループ）
- マルトモ

### 工場を置く主要企業
- えひめ中央農業協同組合（JAえひめ中央）伊予工場
- セキ伊予工場

### 名産
- 花かつお
- クリ
- 茶 - 唐川地区で生産。2007年（平成19年）8月、びわ茶生産組合の製造する「びわ葉茶」が、えひめ愛フード推進機構の推進している「愛あるブランド産品」として認定された。

## 教育

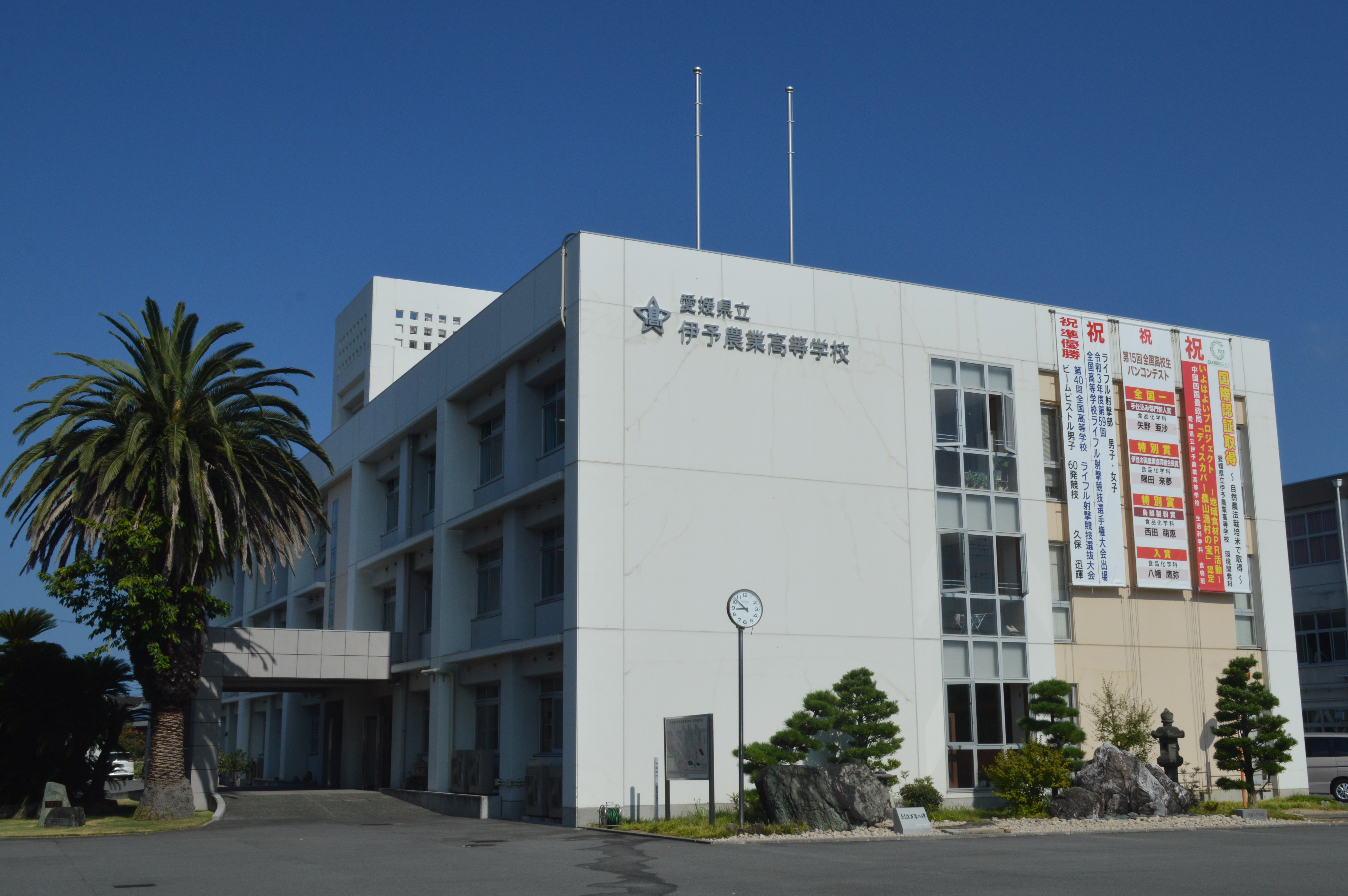
愛媛県立伊予農業高等学校

### 小学校
- 伊予市立伊予小学校
- 伊予市立北山崎小学校
- 伊予市立郡中小学校
- 伊予市立佐礼谷小学校
- 伊予市立下灘小学校
- 伊予市立中山小学校
- 伊予市立翠小学校
- 伊予市立南山崎小学校
- 伊予市立由並小学校

### 中学校
- 伊予市立伊予中学校
- 伊予市立港南中学校
- 伊予市立中山中学校
- 伊予市立双海中学校

### 高等学校
- 愛媛県立伊予農業高等学校

## 交通

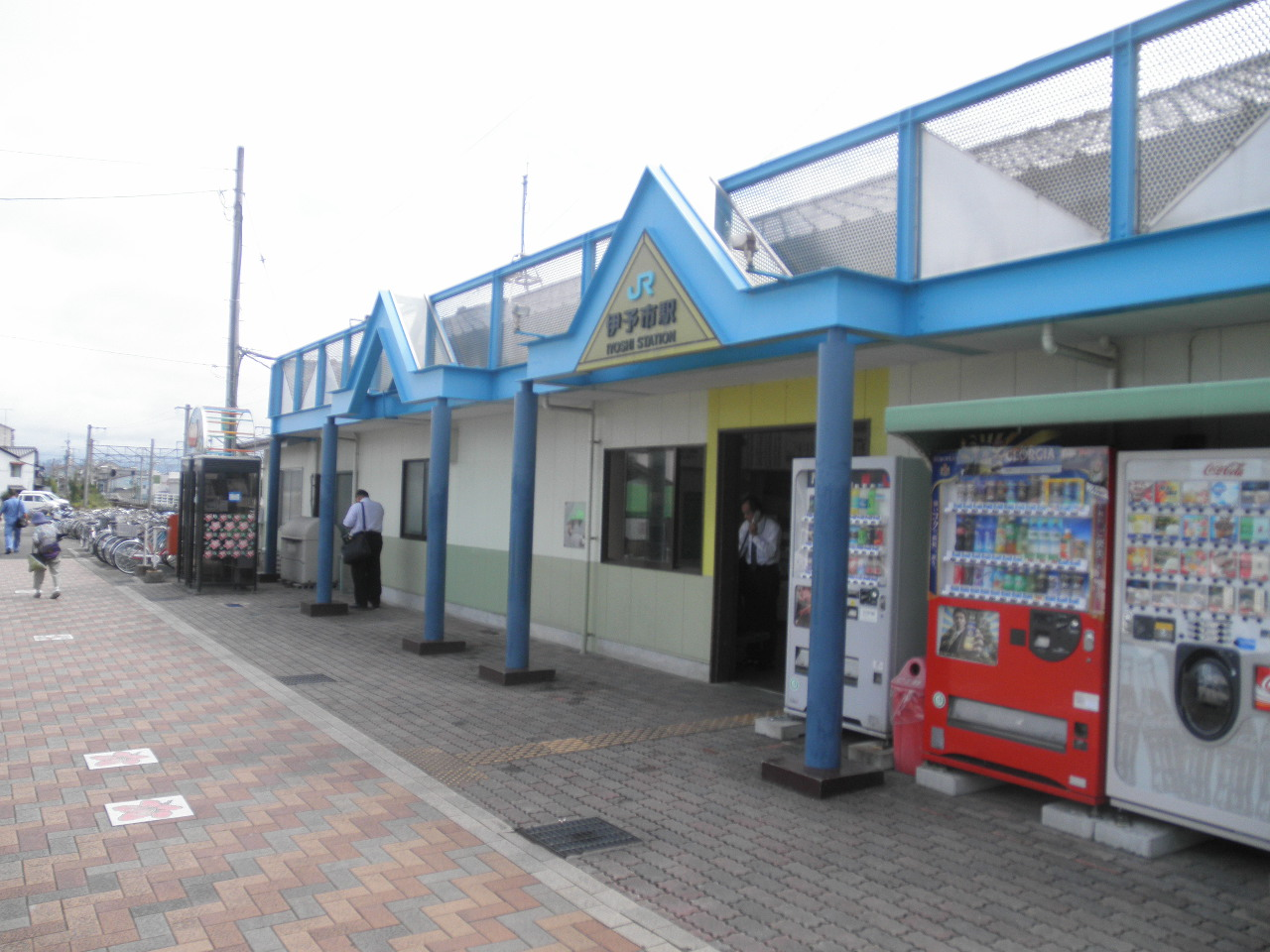
伊予市駅

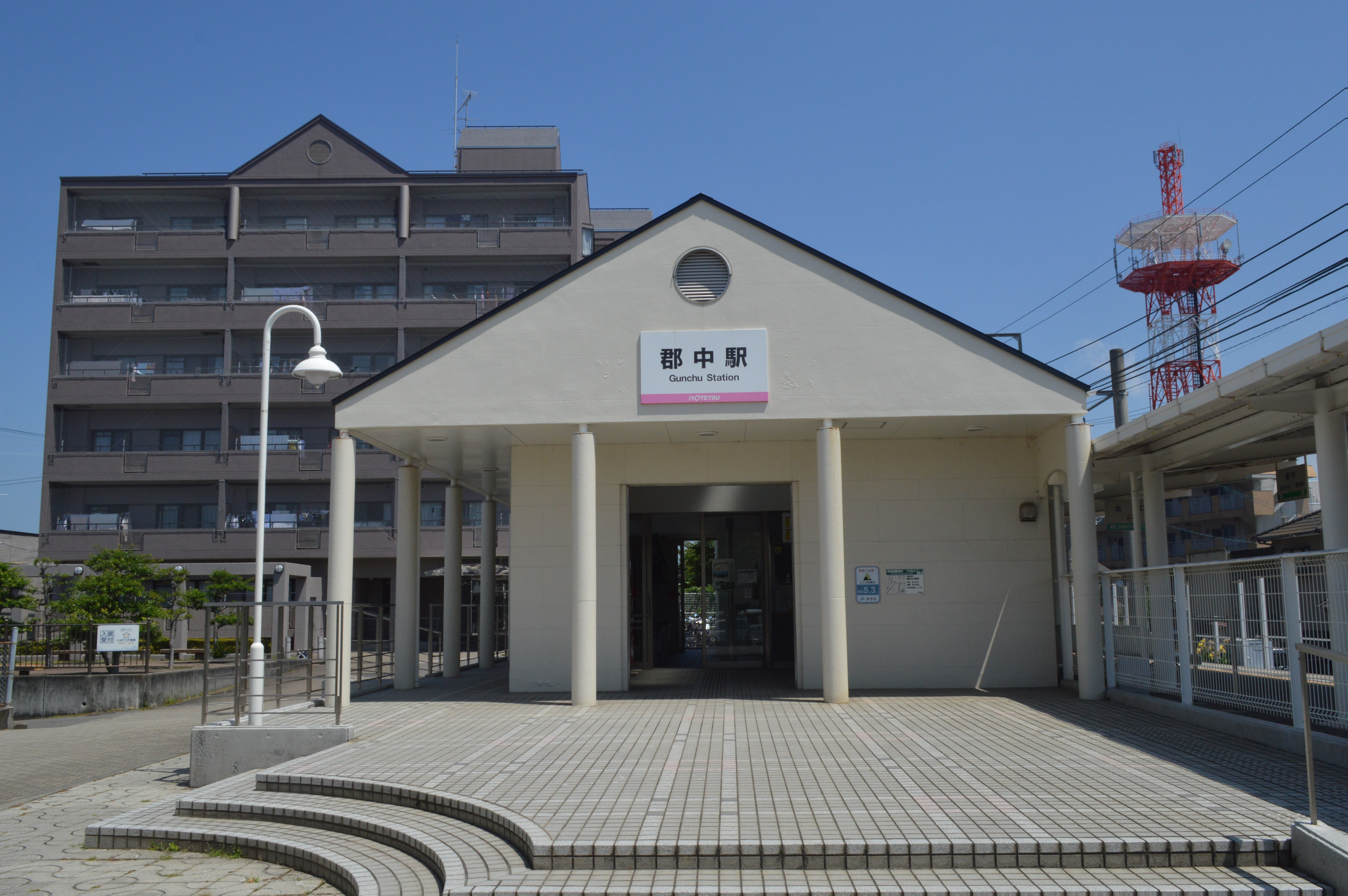
郡中駅

### 鉄道路線
四国旅客鉄道（JR四国）の予讃線と伊予鉄道郡中線が、共に松山市方面と当市を結んでいる。予讃線は向井原駅以南で、海岸部を回る伊予長浜駅経由の本線（愛ある伊予灘線）と、1986年に開通した内陸部を抜ける内子駅経由の新線の2つの線が伸びており、共に伊予大洲駅方面と連絡している。
特急列車は全列車が伊予市駅に停車し、南予方面へは新線・内子経由で連絡されている。また、観光列車の伊予灘ものがたりが愛ある伊予灘線経由で運転されており、当市内では下灘駅に運転停車する。

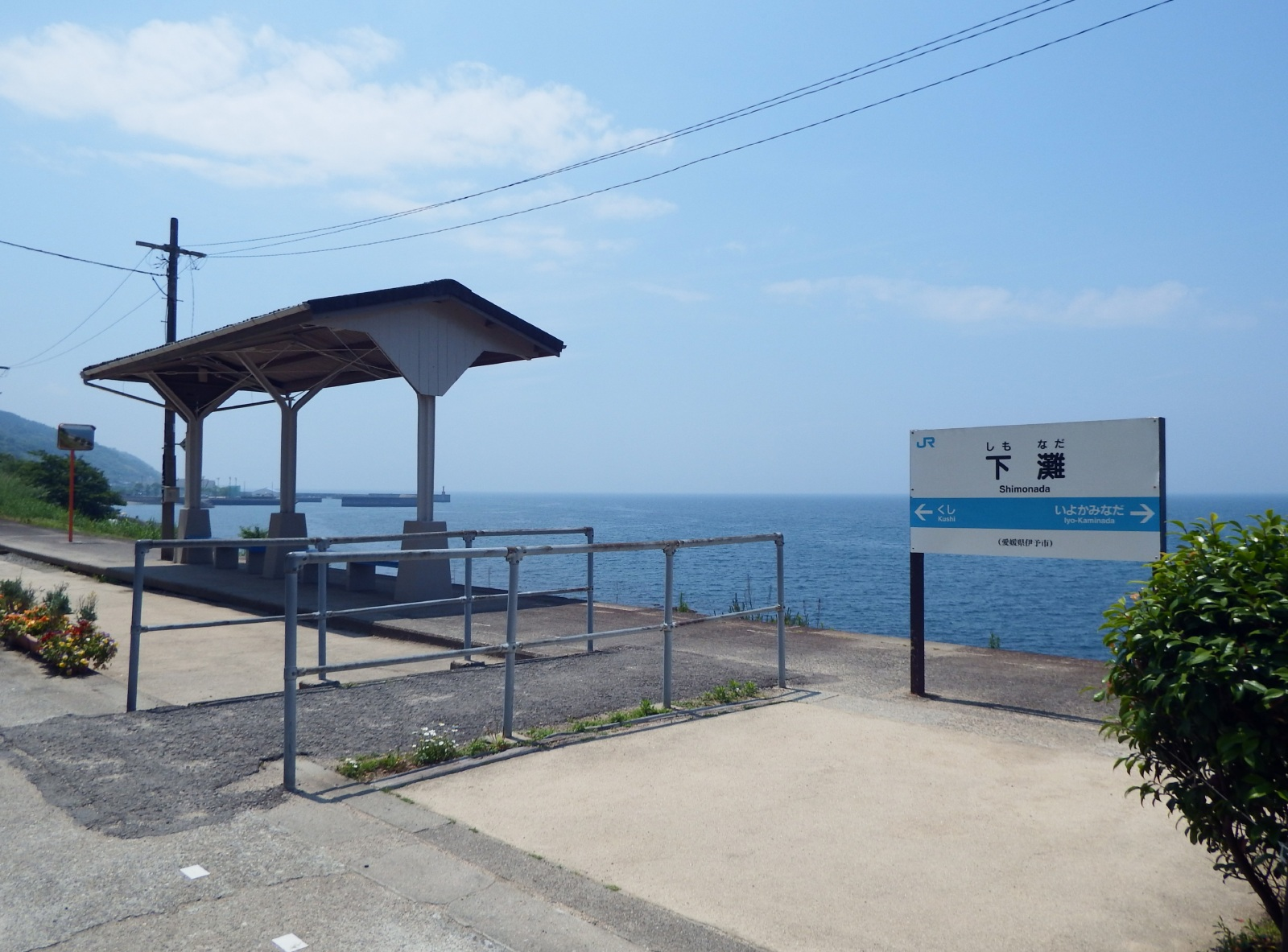
下灘駅

四国旅客鉄道（JR四国）
- 予讃線

南伊予駅 - （松前町） - 鳥ノ木駅 - 伊予市駅 - 向井原駅 - 伊予大平駅 - 伊予中山駅
向井原駅 - 高野川駅 - 伊予上灘駅 - 下灘駅 - 串駅
伊予鉄道
- 郡中線

新川駅 - 郡中駅 - 郡中港駅

### 路線バス
- 伊予鉄南予バス
- 宇和島自動車
- 奥道後交通に委託の伊予地域の定時定路線型伊予市コミュニティバス「あいくる」
- 伊予市福祉バス（廃止となった伊予市営過疎バスとは違う）

### 道路

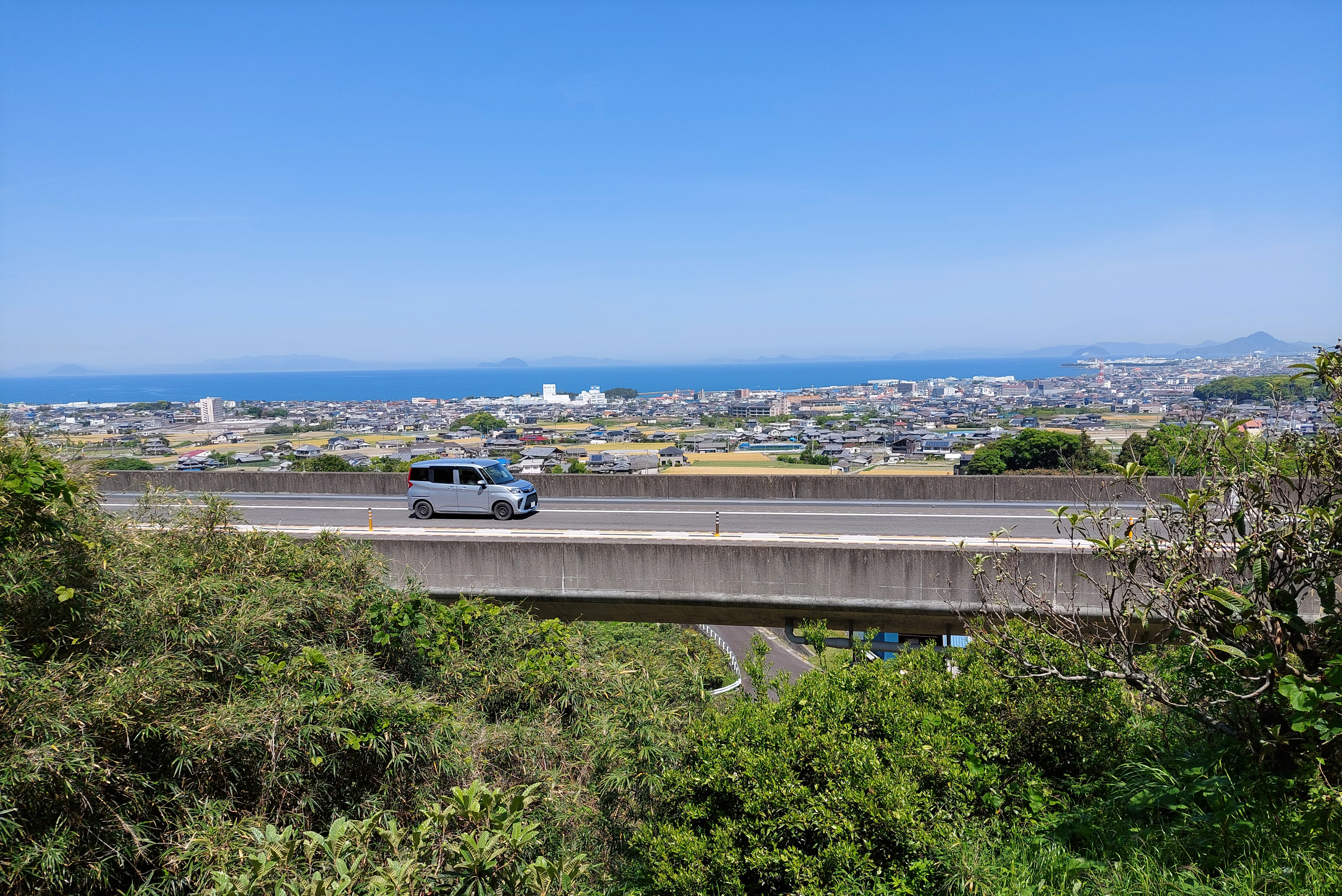
松山自動車道（伊予市稲荷）

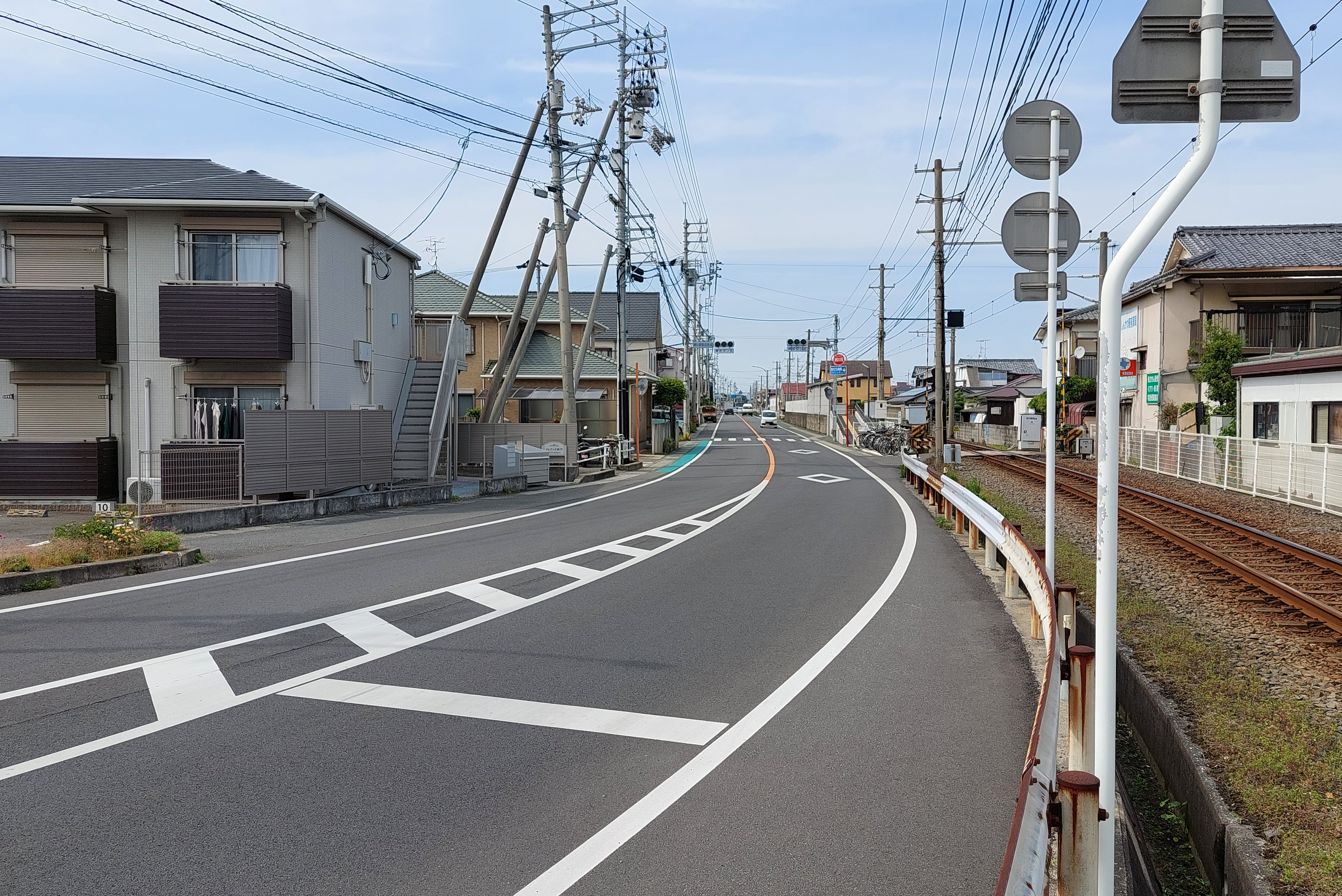
県道22号（伊予市下吾川）

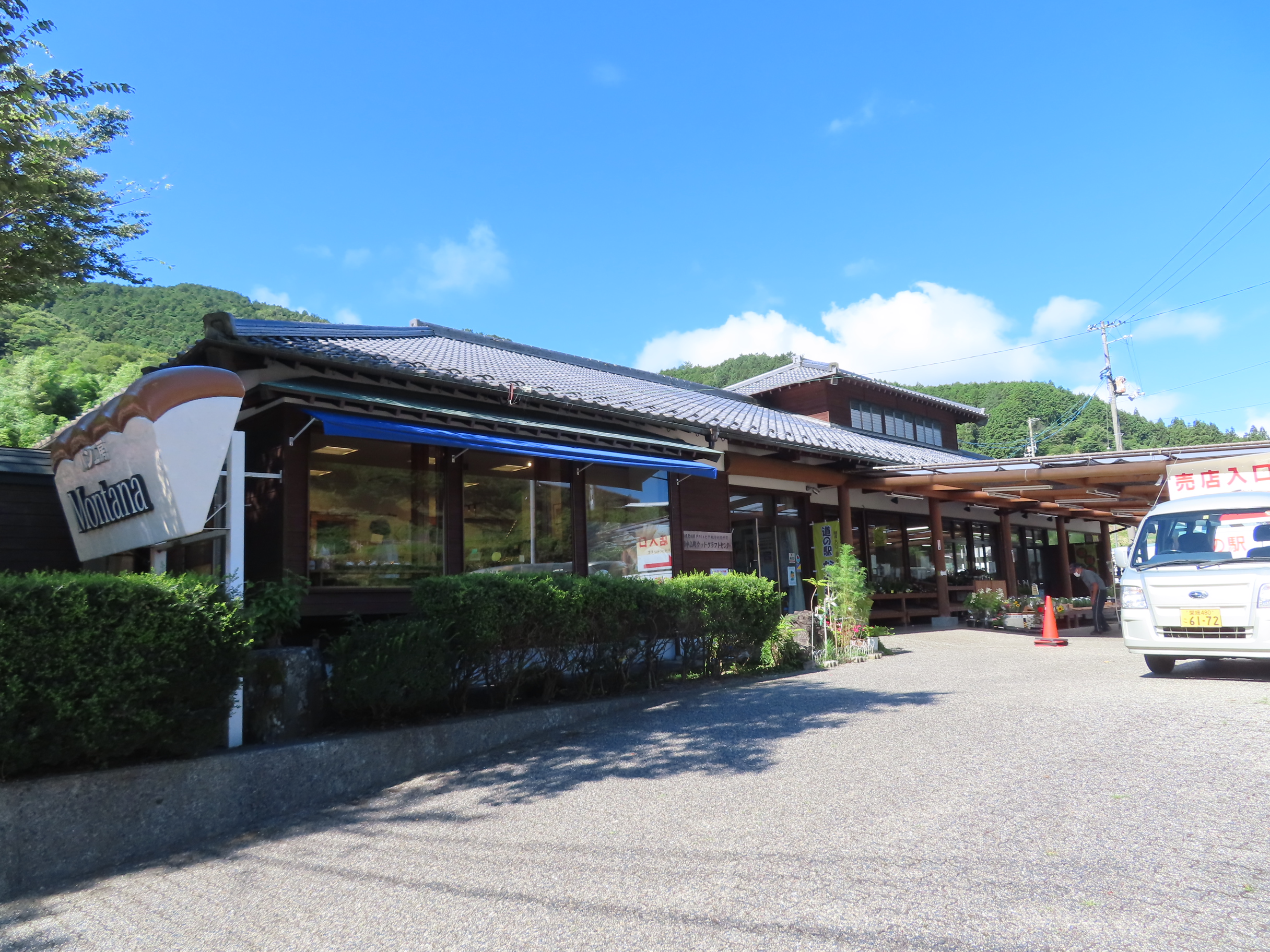
道の駅なかやま

高速道路
- 松山自動車道
  - 伊予灘SA - 伊予IC

一般国道
国道56号
国道378号（夕やけこやけライン）
都道府県道
- 主要地方道

愛媛県道16号松山伊予線
愛媛県道22号伊予松山港線
愛媛県道23号伊予川内線
愛媛県道42号久万中山線
愛媛県道53号大平砥部線
愛媛県道54号串内子線
- 一般県道

愛媛県道214号八倉松前線
愛媛県道215号郡中港線
愛媛県道218号北伊予停車場線
愛媛県道219号砥部伊予松山線
愛媛県道221号広田双海線
愛媛県道222号中山双海線
愛媛県道223号中山砥部線
愛媛県道224号永木内子線
愛媛県道225号中山伊予線
愛媛県道226号串中山線
愛媛県道241号池田中山線
愛媛県道243号内子双海線
愛媛県道307号野中長沢線
愛媛県道326号松山松前伊予線
愛媛県道329号石畳中山線

#### 道の駅
- なかやま（国道56号）
- ふたみ（国道378号）

### 船舶
郡中港 - 県管理港湾

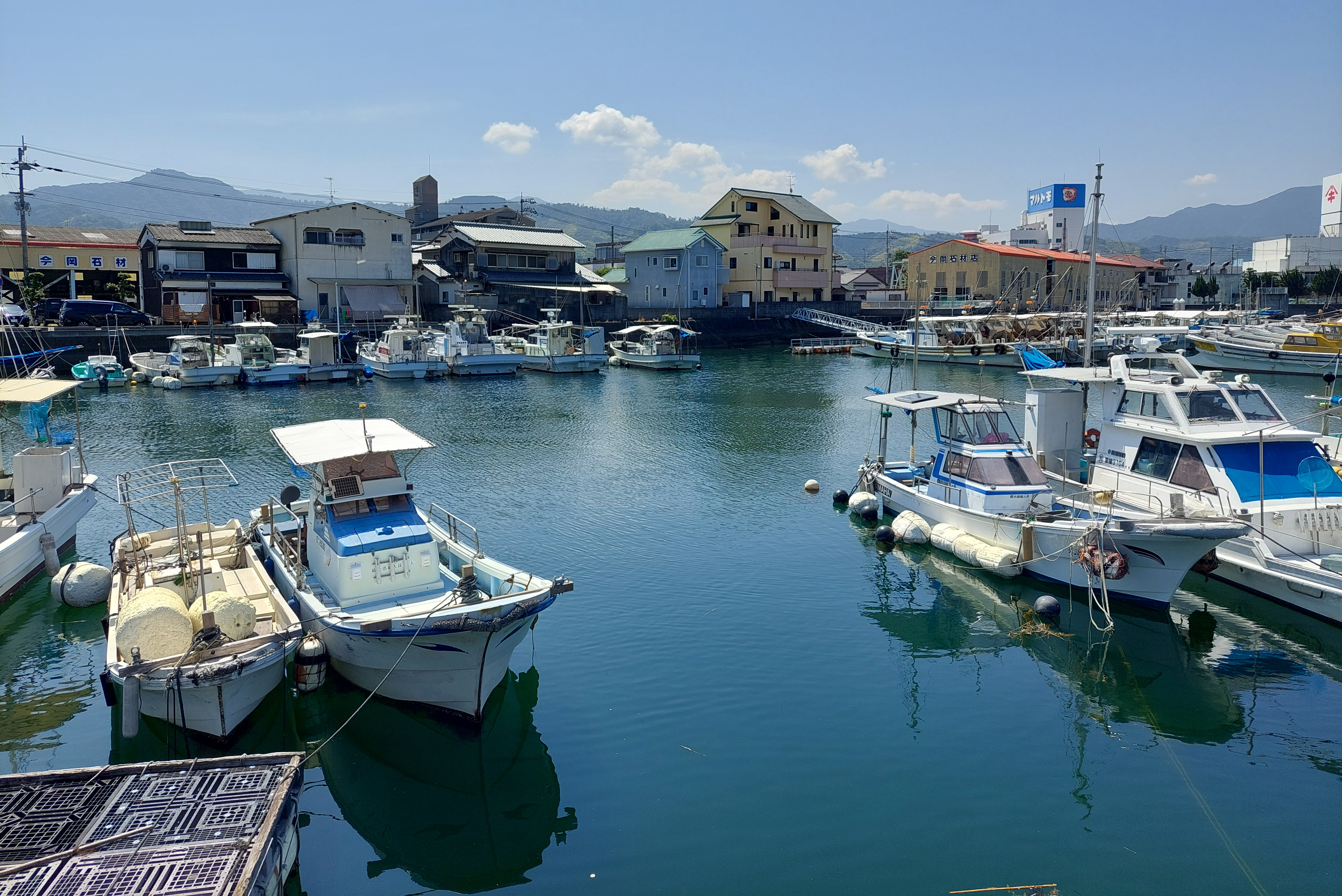
郡中港

定期旅客航路なし。かつては大分港行き高速船（スピーダー）が発着したがすぐに廃止された。
さらに昔には大洲藩の物資の積出港としても栄えた。これに由来する「米湊」（こみなと）の地名が残る。また、現在県営ヨットバースになっている内港は、在郷の豪商木村氏、元大洲藩士で郡中町長だった藤谷氏の個人資産で整備された交易港の名残である。内港脇の神社に経つ藤谷氏胸像はそれを記念して建てられたもので、本来は全身像であったが、前大戦時に供出させられたため胸像となっている。また台座の碑文は陸軍大将秋山好古の筆によるものである。

## 施設
- ウェルピア伊予
- 伊予郵便局

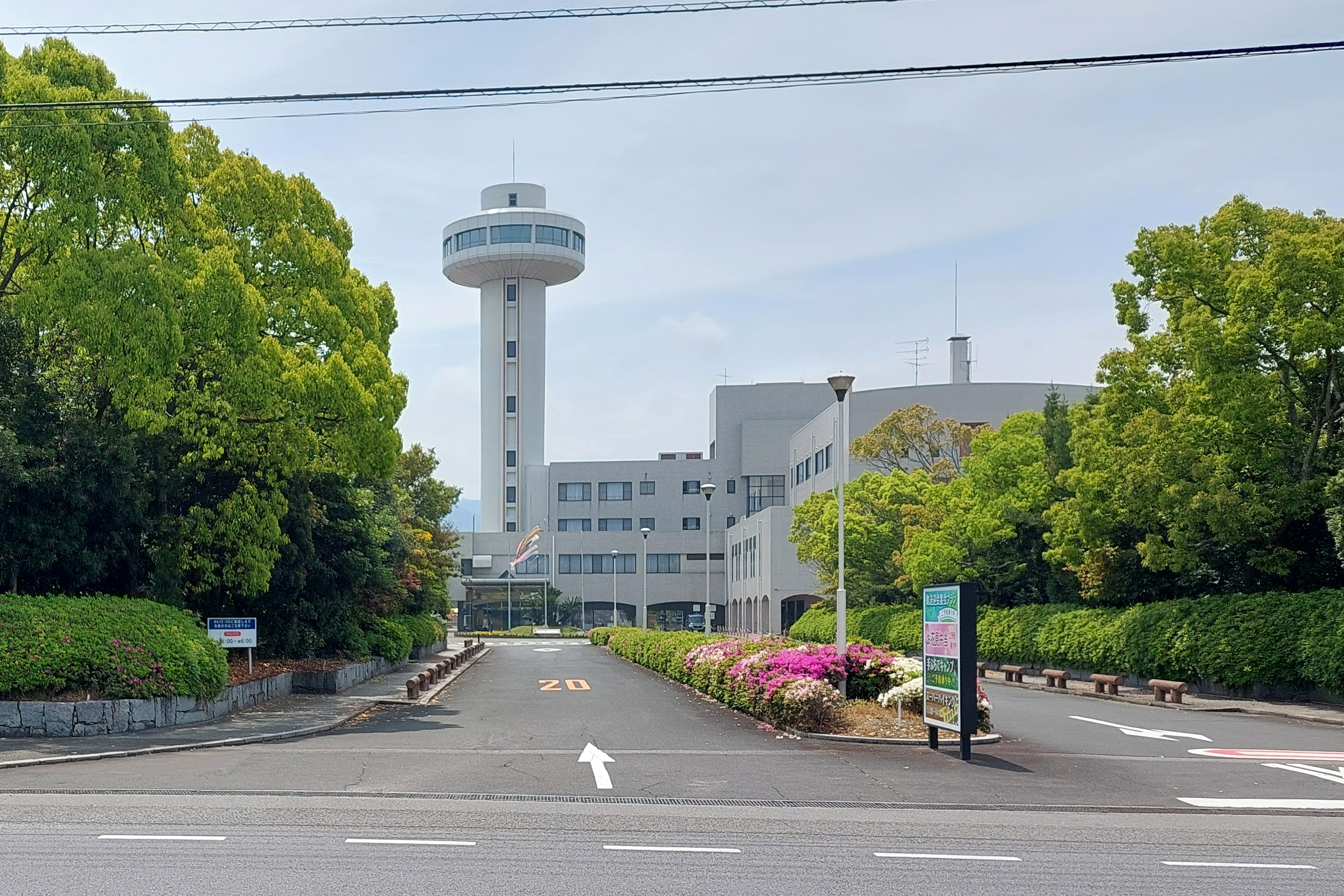
ウェルピア伊予

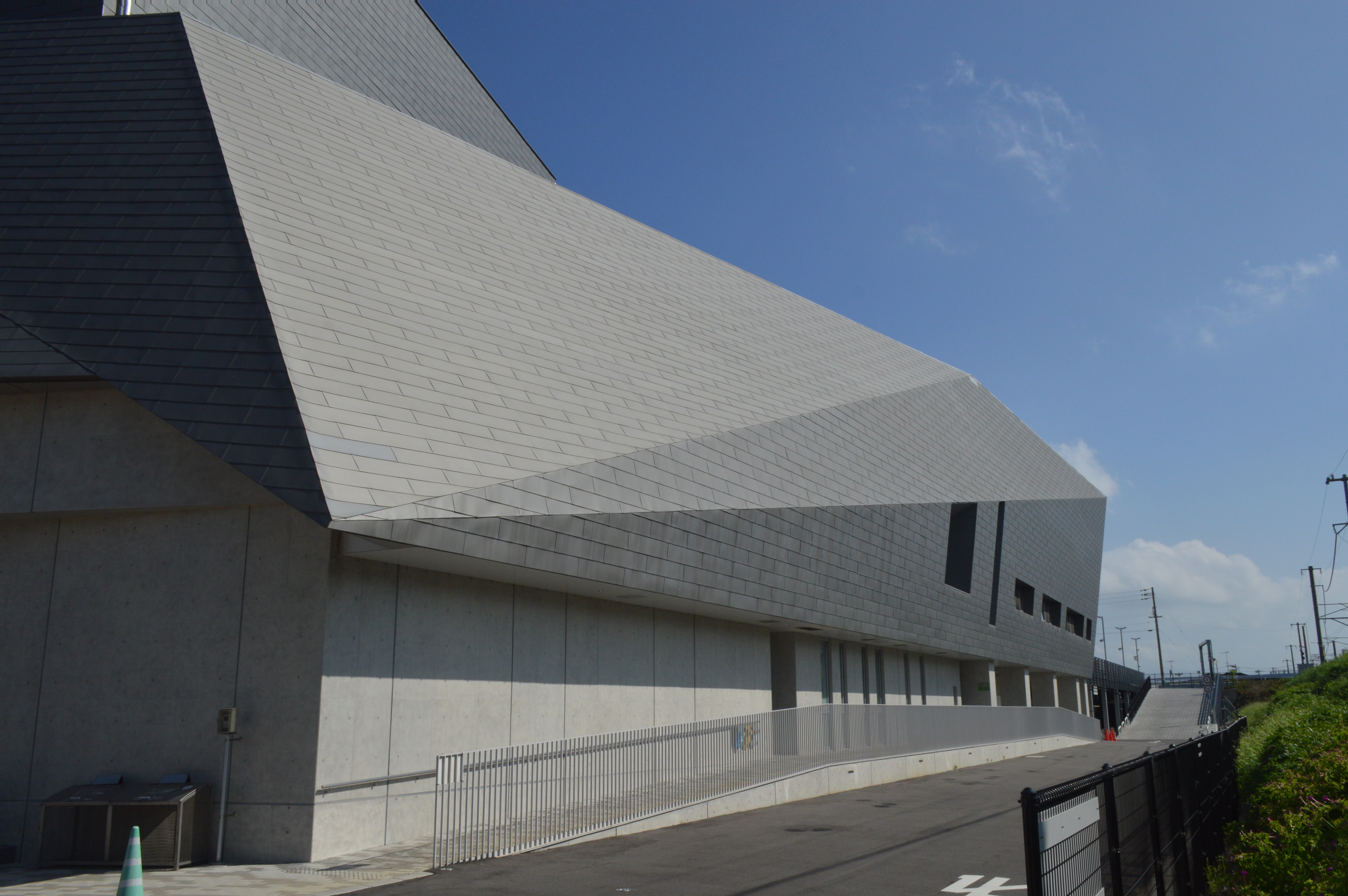
伊予市文化交流センター

- 伊予市文化交流センター（愛称:IYO夢みらい館）
- 伊予市民体育館（しおさい公園）
- 伊予市民テニス場（しおさい公園）
- 伊予市民球場（しおさい公園）
- 伊予市民競技場（しおさい公園）
- わくわく子ども王国（しおさい公園）
- 五色浜グラウンド（五色浜公園）
- 五色浜プール（五色浜公園）
- JR南伊予駅前ふれあい広場

## 名所・旧跡・観光スポット
- 五色浜
- 五色浜神社
- 五色浜公園
- 萬安港の旧灯台
- 彩浜館
- 五色姫海浜公園
- ウェルピア伊予（都市総合文化施設）
- 谷上山（たがみさん）
- 大谷池
- 栗の里公園
- 道の駅ふたみ（ふたみシーサイド公園）
- 手づくり交流市場 町家
- 秦皇山（しんこうざん）森林公園
- ふたみ潮風ふれあい公園
- えひめ森林公園
- 福田寺
- 宝珠寺
- 称名寺（新四国曼荼羅霊場第48番札所）

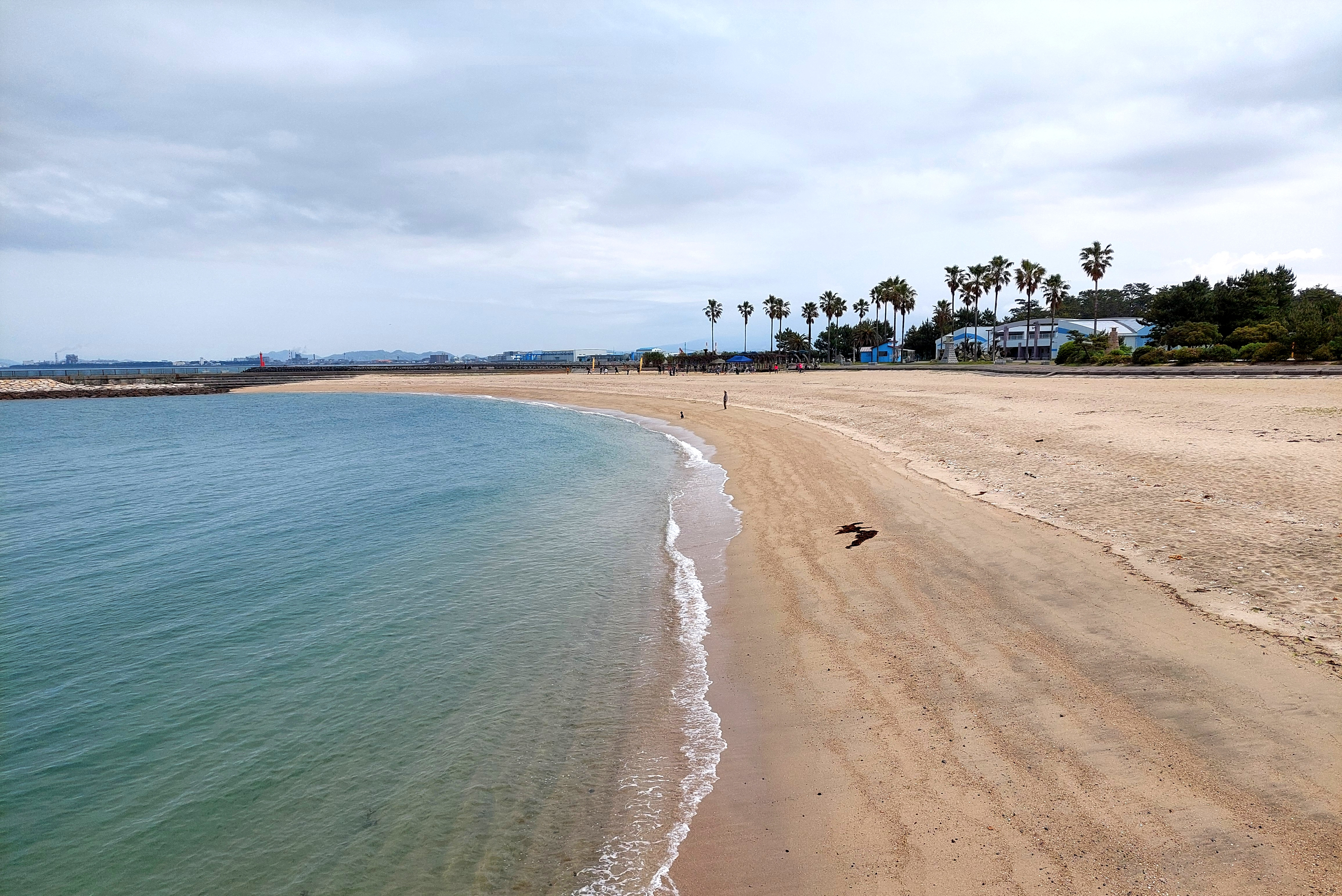
五色姫海浜公園

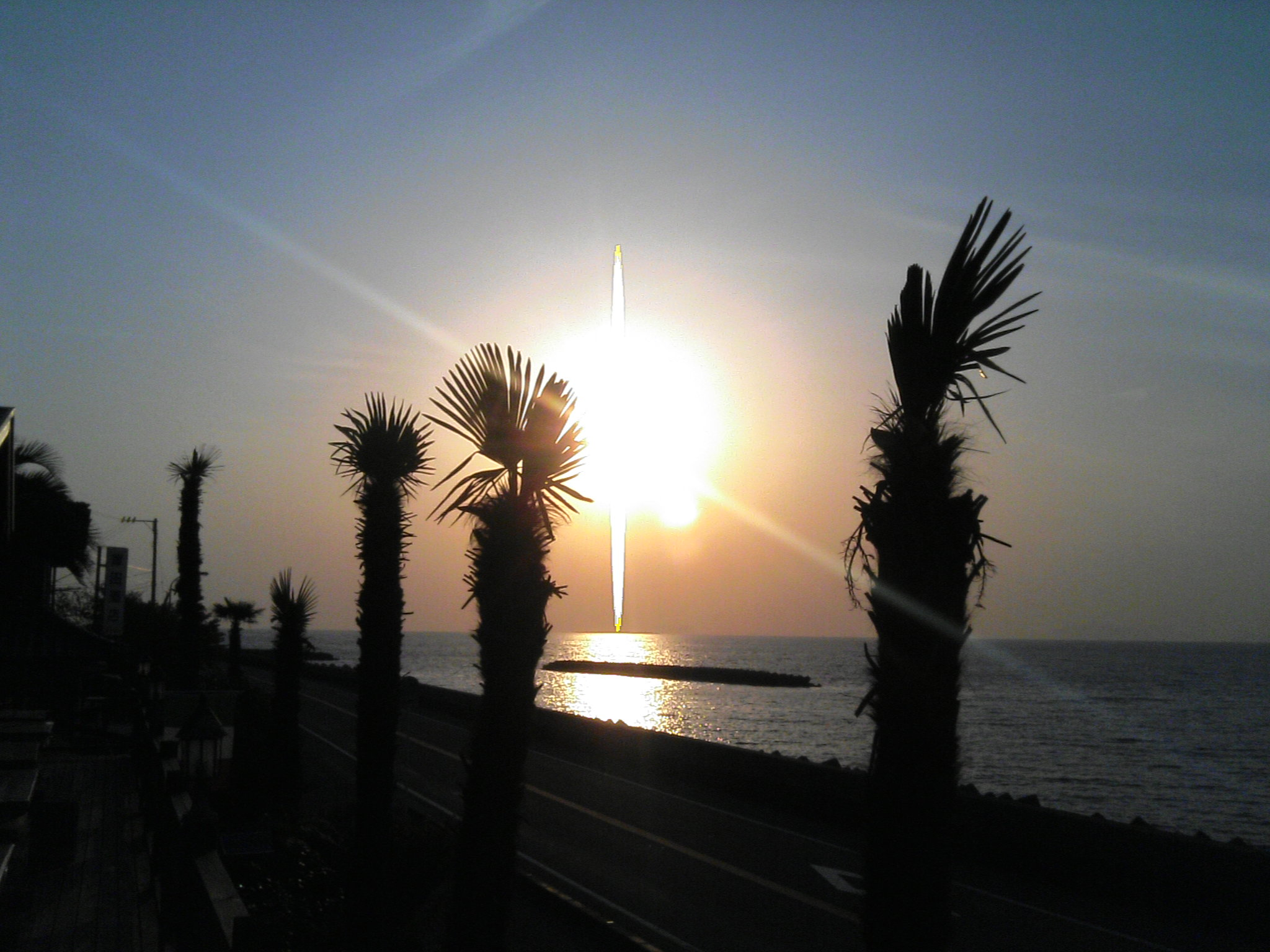
双海の日没

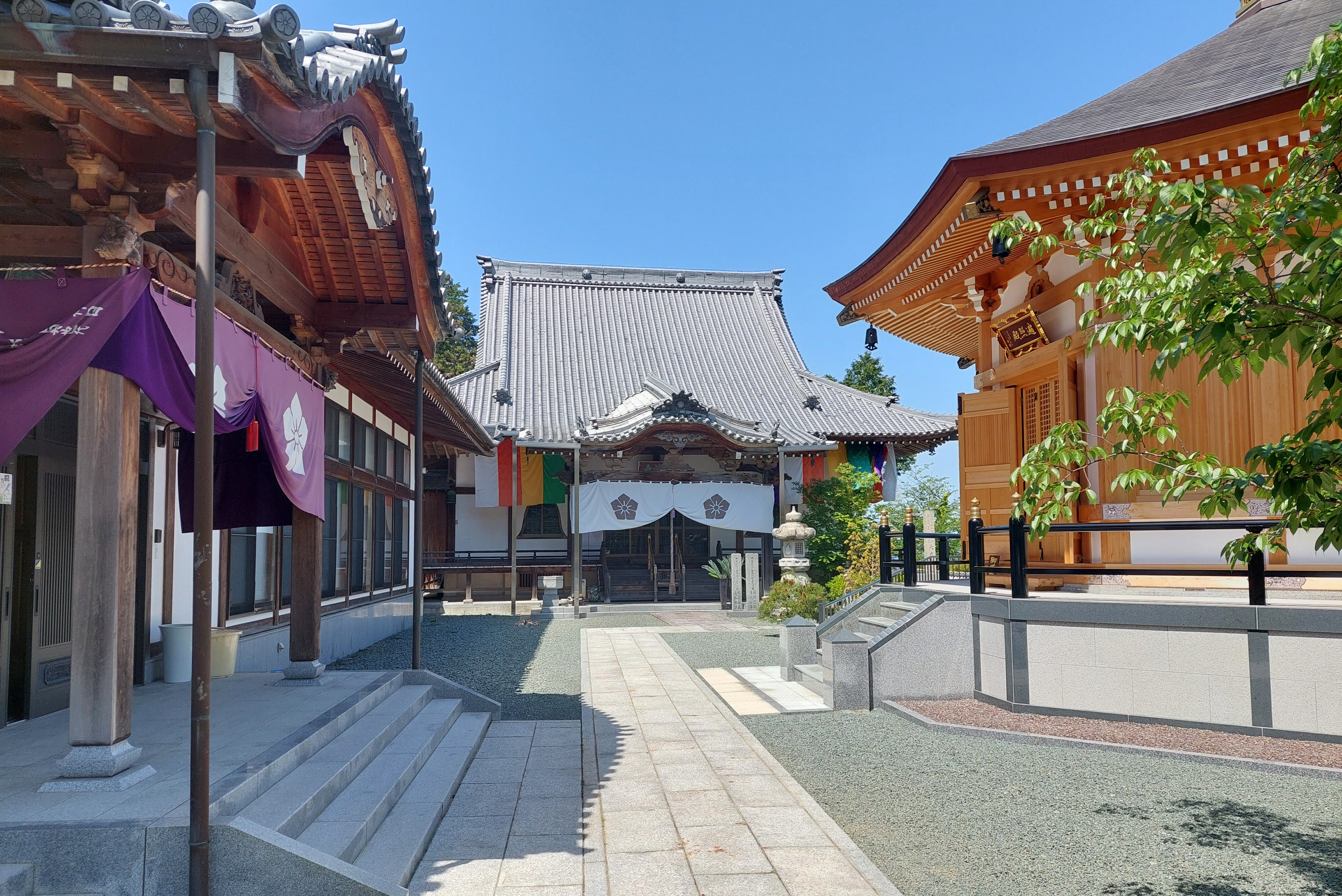
称名寺

- 伊豫稲荷神社（新四国曼荼羅霊場第49番札所・伊予七福神の恵比寿神）
- 伊豫岡八幡神社
- 伊予岡古墳群

### 景観重要建造物
伊予市は景観法に基づいて景観重要建造物を選定している。

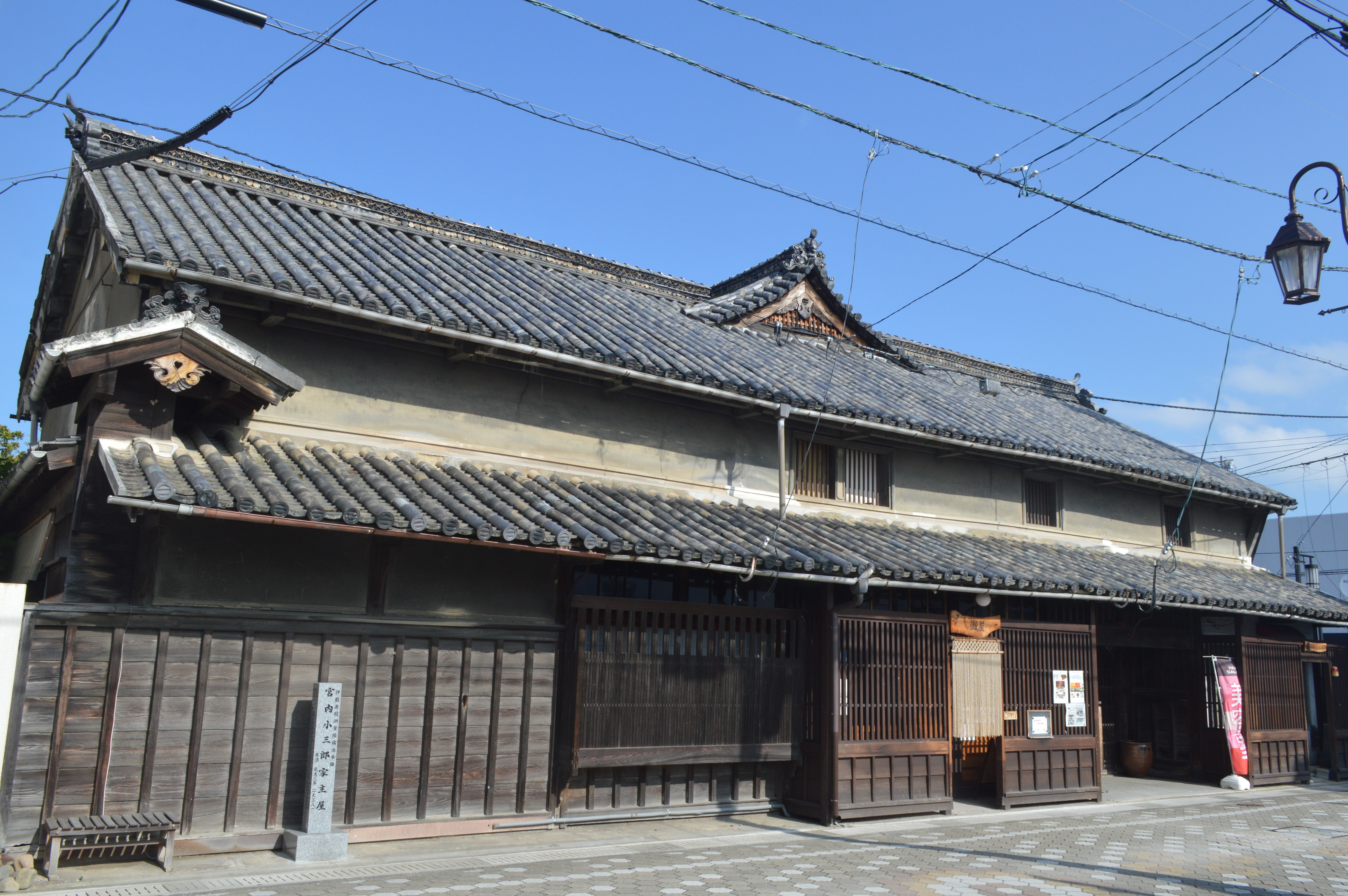
宮内家住宅
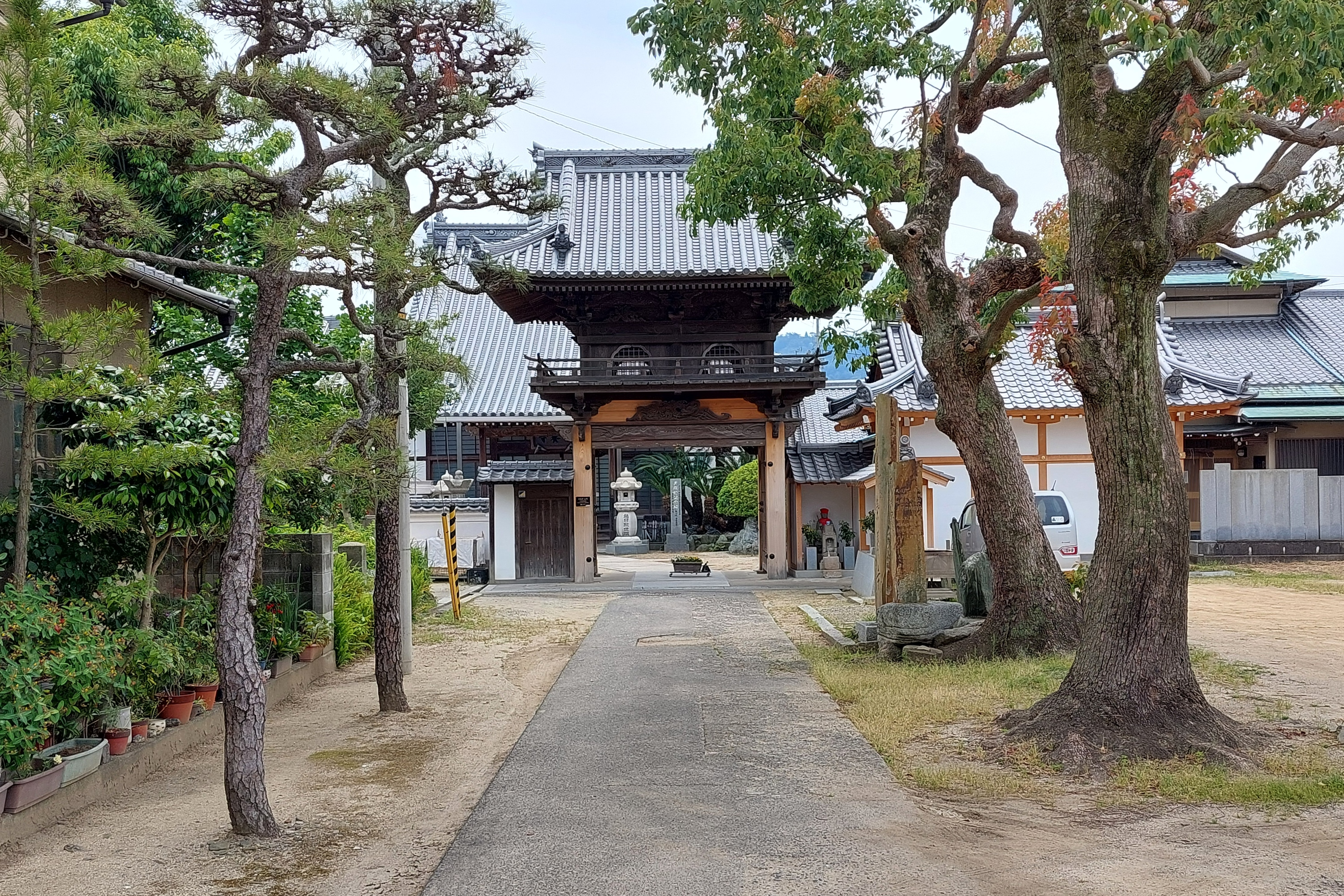
栄養寺山門
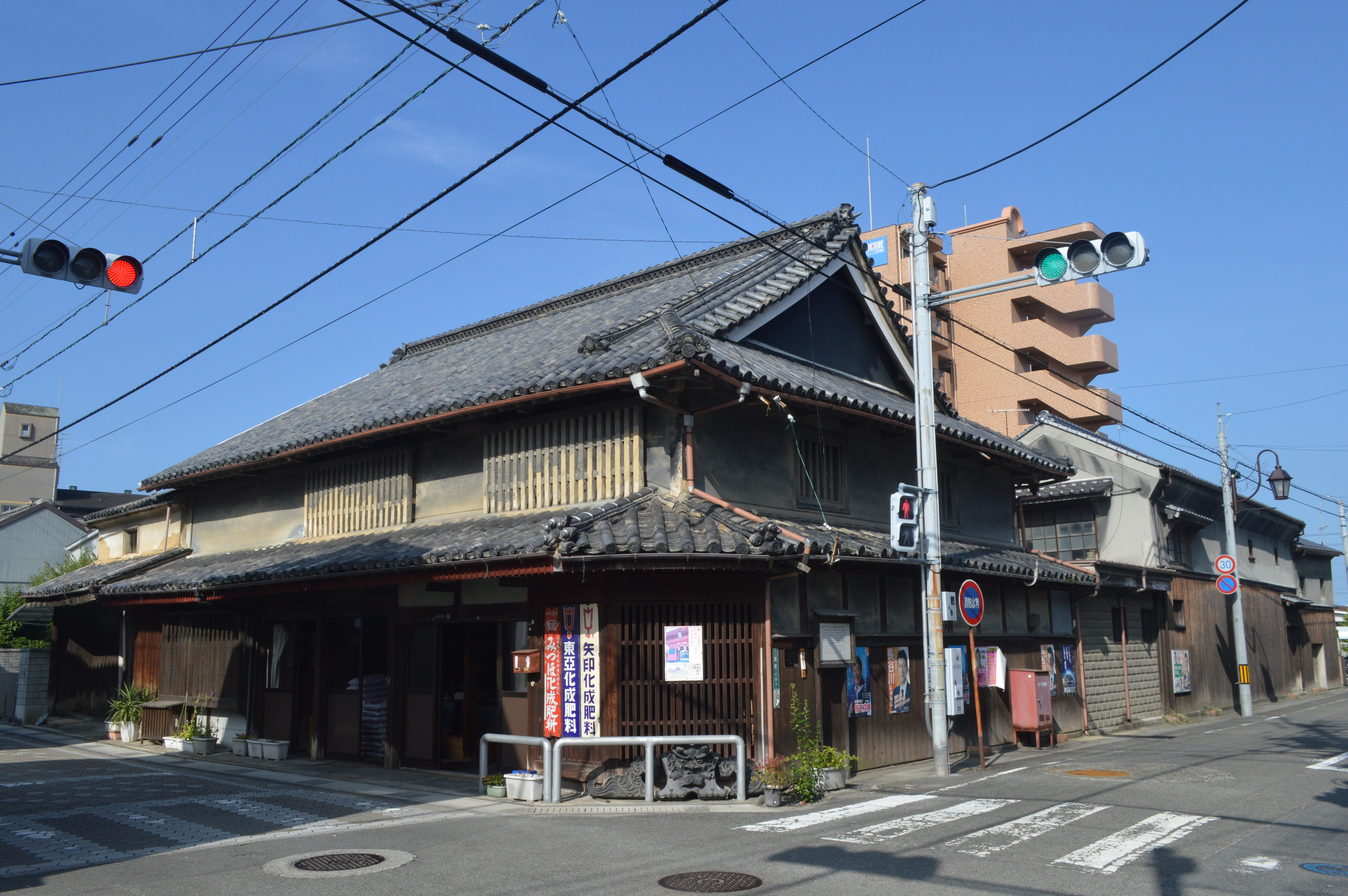
山惣商店
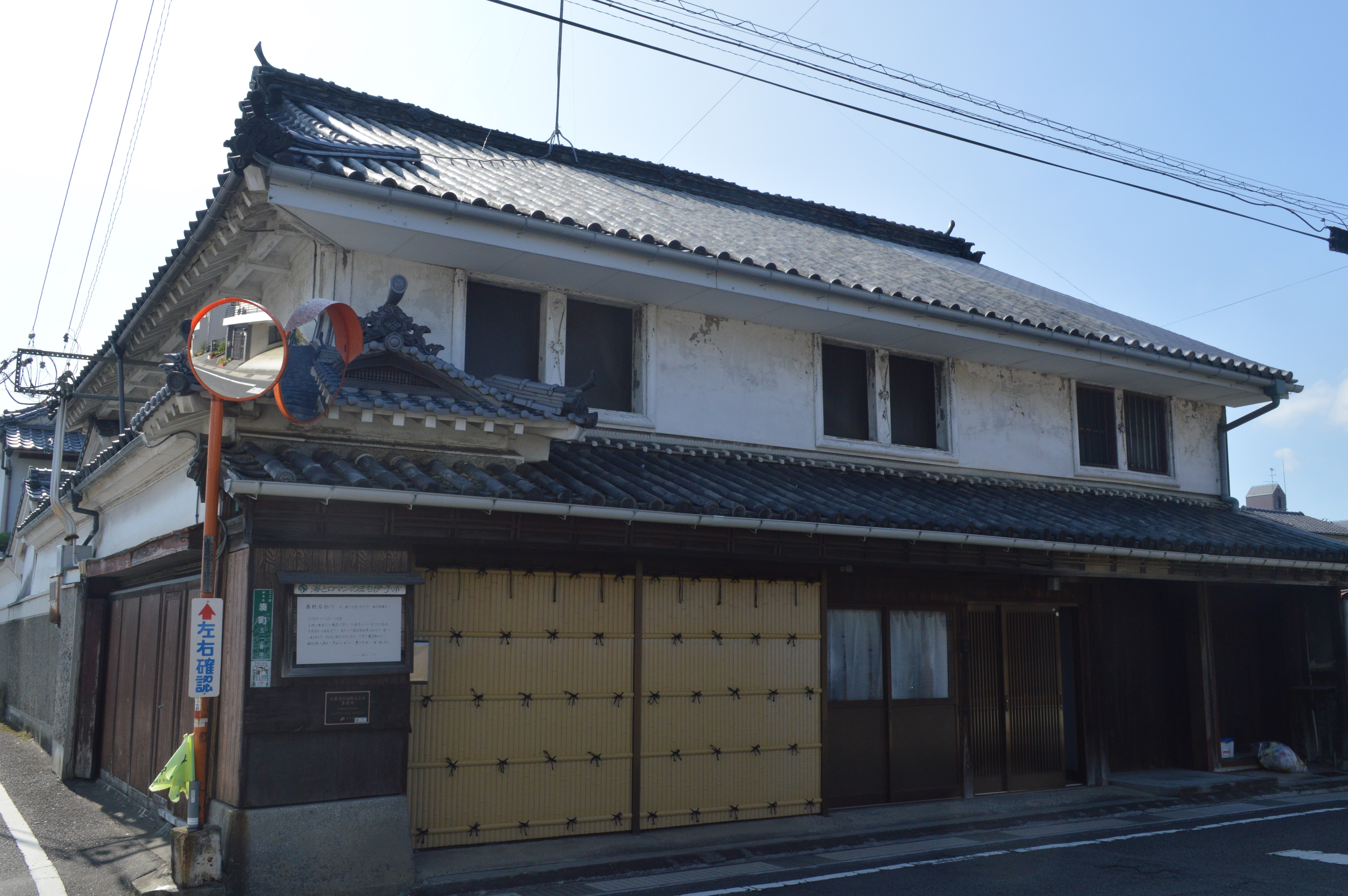
元藤村石油株式会社事務所
- 木村家住宅
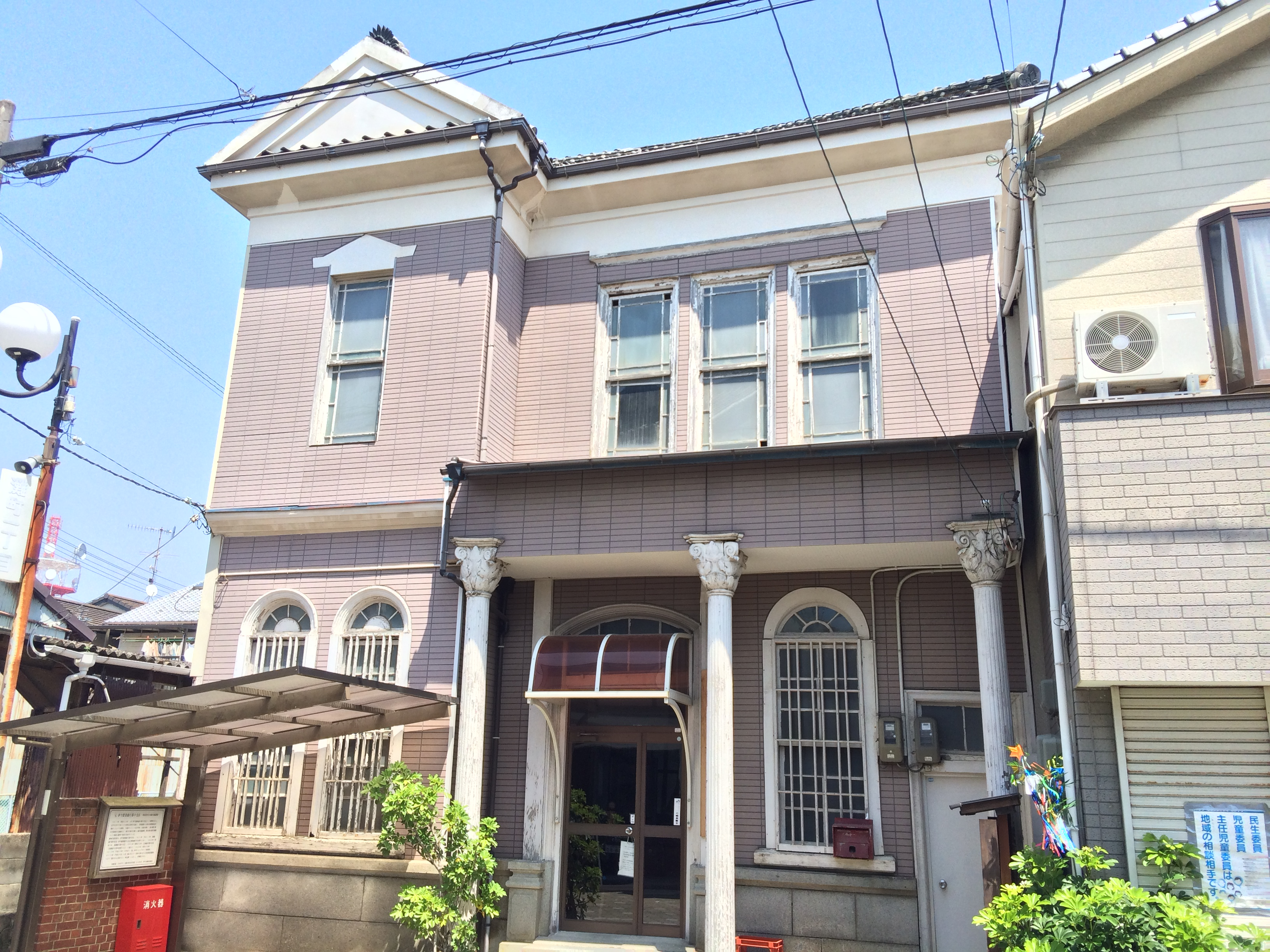
元伊予農業銀行郡中支店

- 宮内家住宅
- 栄養寺山門
- 山惣商店
- 元藤村石油株式会社事務所
- 元伊予農業銀行郡中支店

## 祭事・催事
- 伊豫之二名島扶桑太鼓

### 伊予地区
- 伊予市駅伝大会（2月上旬）
- 花まつり（3月中旬、しおさい公園）
- 女性の祭典「五色姫復活祭」（3月最終日曜、五色姫海浜公園）
- 公園まつり（4月上旬、谷上山公園）
- 五色浜夜桜まつり（4月上旬、五色浜公園）
- 伊予市花まつり（4月中旬、しおさい公園）
- HIMEカップビーチバレー大会（5月〜9月上旬、五色姫海浜公園）
- 伊予市ふれあい土曜夜市（6月第1・第2・第3土曜日、灘町商店街）
- しおさいカップ・レクバレー大会（6月下旬、しおさい公園）
- 唐川びわまつり（6月下旬、唐川コミュニティセンター）
- 海開き（6月最終日曜、五色姫海浜公園）
- 五色浜プール開き（7月1日、五色浜プール）
- 五色姫海浜公園サマーフェスティバル（7月海の日前日、五色姫海浜公園）
- 伊予彩まつり[6]（7月の最終土曜日・日曜日、五色浜、灘町商店街）
- マドンナカップビーチバレー大会（8月下旬、五色姫海浜公園）
- みなみ商店街土曜夜市（8月下旬土曜、みなみ商店街）
- 五色浜いもたき（9月1日〜9月30日、五色姫海浜公園）
- しおさいファミリーコンサート（10月中旬、しおさい公園）
- しおさいクリテリウム駅伝（10月中旬、しおさい公園）

### 中山地区
- 棚田の里 漆の梅まつり（3月上旬、漆地区）
- 伊予中山ホタルまつり（6月上旬、愛媛県立中山高等学校グラウンド）
- 中山夏まつり（7月最終金曜・土曜、中山地域各所）
- 中山栗まつり（9月23日、栗の里公園）
- なかやまふるさとまつり（11月第3土曜・日曜、伊予市立中山小学校グラウンドほか）

### 双海地区
- 初春水仙まつり（1月第2土曜・日曜、ふたみシーサイド公園）
- しおかぜウォークなのはな大会（3月上旬、ふたみシーサイド公園〜長浜町赤橋）
- 「ホタルの里ふたみ」ほたる祭り（6月第1土曜、伊予市立翠小学校周辺）
- 双海の夏祭り（海の日前日、ふたみシーサイド公園周辺（偶数年）／しもなだ運動公園（奇数年））
- 伊予市トライアスロン in ふたみ（8月第1日曜、ふたみシーサイド公園～県道広田双海線（県道221号線）～国道378号沿線歩道及び周辺市道）
- 夕焼け音楽祭（8月14日、ふたみシーサイド公園）
- 夕やけプラットホームコンサート（9月第1土曜、JR下灘駅）
- シーカヤックフェスタinえひめ（10月中旬、ふたみシーサイド公園周辺および伊予灘）
- 夕やけカップふたみ牛ノ峯パラグライダー大会
- 上灘地区公民館まつり（11月上旬、双海地域事務所）
- 下灘地区公民館まつり（11月上旬、下灘地区公民館・下灘コミュニティセンター）
- シーサイドロマンチック・クリスマス空からサンタがやってきた（12月23日、ふたみシーサイド公園）

## 伊予市出身の人物

### 政治・行政
- 武智邦典（政治家、伊予市長）

### 実業家
- 岡部仁左衛門（実業家、花かつお製造創始者）
- 城戸豊吉（政治家・実業家、初代伊予市長、ヤマキ創業者）：伊予郡北山崎村（現・伊予市）
- 福井清計（実業家、極洋社長）
- 本田元広（実業家、愛媛銀行頭取）

### 学者・教育者
- 佐伯矩（医学者、栄養学創始者）
- 福岡正信（農学者、自然農法提唱者）：伊予郡南山崎村（現・伊予市）

### 陶芸家
- 槇江山（陶芸家）：伊予国浮穴郡上灘（現・伊予市）

### 作家
- 城戸久枝

### イラストレーター
- MOGRA（タケダヒデユキ）

### 料理家
- 中川優（シェフ）

### お笑い芸人
- 水田信二（お笑い芸人、元和牛）

### マスコミ
- 田中和彦（南海放送代表取締役会長）：元南海放送アナウンサー
- 二宮直輝 （NHKアナウンサー）
- 水口佳美 （フリーアナウンサー、気象予報士）：元愛媛朝日テレビアナウンサー

### スポーツ選手

#### 柔道
- 浅見八瑠奈（柔道家、48kg級世界チャンピオン）
- 徳野和彦（柔道家）

#### 野球
- 筒井和也（元野球選手）
- 坪内道典（道則）（元野球選手、野球指導者。野球殿堂入り)∶伊予郡郡中町（現・伊予市）
- 藤井秀悟（プロ野球選手）： ヤクルト、日本ハム、巨人 、横浜DeNA）

#### サッカー
- 岡本剛史（サッカー選手）
- 鎌田大地（サッカー選手）
- 鎌田大夢（サッカー選手）

#### ラグビー
- 向井昭吾（日本代表選手、日本代表監督、東芝府中監督、コカ・コーラウエストジャパン監督）

#### ボート
- 武田大作（ボート選手）

#### 格闘技
- 亀田一鶴（総合格闘家）
- 山下志功（総合格闘家）

## 親族が伊予市出身の人物
- 小野賢章（声優、俳優）父が伊予市出身という縁で「ますます伊予市ふるさと観光大使」に任命される[7][8]。